# Entodon aureus
Entodon aureus là một loài rêu trong họ Entodontaceae. Loài này được Schwägr. A. Jaeger mô tả khoa học đầu tiên năm 1878.